# Heodes vera
Heodes vera är en fjärilsart som beskrevs av Gary R. Graves och Arthur Francis Hemming 1928. Heodes vera ingår i släktet Heodes och familjen juvelvingar. Inga underarter finns listade i Catalogue of Life.